# Az újjászületett Sárkány
Az újjászületett Sárkány (eredeti címén The Dragon Reborn) Az Idő Kereke sorozat harmadik kötete, szerzője Robert Jordan amerikai író. 1991 szeptemberében jelent meg, később két kötetre bontva is. Egy prológust és ötvenhat fejezetet tartalmaz. Magyarországon először a Beholder Kiadó, majd a Delta Vision kiadásában jelent meg. Magyarra Radnóti Alíz fordította, a második, szövegkritikai kiadást Varga Csaba Béla lektorálta.

## Cselekmény
|  | Alább a cselekmény részletei következnek! |

A prológusban Pedron Niall, a Fény Gyermekeinek legfőbb úrkapitánya jelentéseket hallgat meg az előző könyv végén, Falmében történt eseményekről, illetve arról, hogy egy újabb önjelölt Sárkány (Rand al'Thor) körül felesküdött hívek kezdenek gyülekezni. Maga elé kéreti Jaichim Carridin inkvizitort, akinek megparancsolja, hogy tartsa bármi áron életben a fiút, a fehérköpenyek hódító ambícióit ugyanis az szolgálja a legjobban, ha úgy tudnak fellépni, mint akik egy veszedelmes férfi aes sedai-jal szemben megvédik az emberiséget. Amiről azonban nem tud, hogy Carridin valójában egy árnybarát, akit egy Enyész éppen hogy arra kényszerít, hogy ölje meg a fiút mihamarabb. Niall legfőbb tanácsadója egy Ordeith nevű férfi, aki valójában Padan Fain, álnéven.
Rand al'Thor, aki az előző könyv végén hivatalosan is elfogadta, hogy ő az újjászületett Sárkány, titokban elhagyja a shienari tábort, hogy Tearba mehessen, és ott bizonyítsa, hogy valóban ő az. Ezt úgy teheti meg, ha magához veszi a Tear Köve néven ismert ősi erődben Callandort, a kard formáját öltött sa'angrealt. Távozásának nem mindenki örül, köztük Moirane sem. Útja során mindenütt árnybarátokba botlik. Közben Moiraine elküldi Mint is egy üzenettel a történtekről az Amyrlin Trónhoz, ő maga, Loial, Lan Mandragoran, és Perrin pedig Rand nyomába erednek. Útjuk során találkoznak egy, szintén a Valere kürtjére vadászó nővel, Faile Bashere-rel. Közös erővel veszik fel a harcot a rájuk támadó árnybarátokkal, majd kénytelenek rájönni, hogy Illian városában most Sammael, az egyik Kitaszított az úr.
Közben Mat, Verin Mathwin, Nynaeve, Egwene, Elayne, és Hurin Tar Valonba tartanak. Útjuk során összetűzésbe keverednek a Fény Gyermekeivel. Megérkezésük után Hurin és a többi határvidéki úgy döntenek, hogy visszatérnek Shienarba. Az Amyrlin Trón a többieket magához kéreti, és arra kéri őket, hogy koncentráljanak a renden belüli veszélyre: az árnybarát szekta, a Fekete Ajah csakugyan létezik, és meg kell találniuk, míg nem késő. A kis csapatot ezután Tear felé küldik. Közben Mat teljesen felépül a Shadar Logoth-i tőr rontása alól. Nem sokkal ezután kardvívás gyakorlása közben legyőzi Galad Damodredet és Gawyn Trakandot is, és így elegendő önbizalmat és fogadás útján pénzt szerez ahhoz, hogy elmehessen Tar Valonból. Elayne arra kéri őt, hogy juttasson el anyjának, Morgase királynőnek egy levelet. Az egyik fogadóban találkozik Thom Merrilinnel, és együtt mennek Andorba, ahol Mat átadja a levelet. Ekkor rájön, hogy Lord Gaebril, a királynő szeretője, meg akarja öletni Elayne-t, aki a trón örököse. Hogy ezt megakadályozza, Mat elhatározza, hogy a nyomába ered, de az már úton van Tearba.
Tearben Nynaeve, Egwene, és Elayne váratlanul bajba kerülnek, amikor a hozzájuk lojálisnak hitt, de a titokban a Fekete Ajah tagja, Liandrin által befolyásolt Juilin Sandar elárulja őket, és Tear Kövébe börtönzi be őket. Innen Mat és a magához térő Juilin menti meg őket. Faile egy Moiraine-nek szánt csapdába sétál bele, Perrin pedig az életét kockáztatja a farkasálmok világában, hogy megmentse őt. Időközben Rand is felbukkan: az egyik Kitaszítottal, Be'lal-lal harcol, ám Moiraine váratlanul közbelép, és egy különösen erős és ritka varázslattal, öröktűzzel végez vele. Ám ekkor Ba'alzamon is megjelenik, lebénítja Moiraine-t, és megküzd Randdal. Rand azonban bizonyítja, hogy ő az újjászületett Sárkány, felveszi Callandort, és ezúttal végez ellenfelével. Rand úgy hiszi, hogy megölte a Sötét Urat, de Moiraine elmondja neki, hogy a Sötét Úr nem ember, tehát holtteste sem lehet, ha meghal. Egwene visszaemlékszik egy régi próféciára, amit még Verin mutatott neki, és ez alapján úgy véli, hogy Ba'alzamon valójában nem más volt, mint Ishamael, a leghatalmasabb Kitaszított. Mindeközben az aiel nép tagjai elfoglalják Tear Kövét, és felfedik, hogy ők a Sárkány Népe.
|  | Itt a vége a cselekmény részletezésének! |

## Áttekintés
Ez a kötet szokatlan, mert bár ő a címszereplője, Rand al'Thor nézőpontjából nem túl sok minden kerül bemutatásra. Helyette az ő története a barátai és szövetségesei elbeszéléséből rajzolódik ki. Ez nem hat zavaróan, hiszen a könyv valamennyi szereplője vagy segíteni próbál neki, vagy végezni akar vele, így lényegében mindenütt ott van.
A könyv eredeti borítóján Rand al'Thor látható, ahogy magához veszi a Callandort. A kötet e-book formátumban is megjelent 2009-ben. Ennek borítóján Rand al'Thor ül a Sárkány zászlaján. A Delta Vision magyar kiadás borítóján is ez a kép látható.